# 维尔沙伊德
维尔沙伊德是德国莱茵兰-普法尔茨州的一个市镇。总面积2.68平方公里，总人口327人，其中男性176人，女性151人（2011年12月31日），人口密度122人/平方公里。